# Augasmus burgersi
Augasmus burgersi is een keversoort uit de familie glanzende bloemkevers (Phalacridae). De wetenschappelijke naam van de soort werd in 1996 gepubliceerd door Lyubarsky.